# Aegon Open Nottingham 2017
L'Aegon Open Nottingham 2017 è stato un evento di tennis che si è giocato sui campi in erba. È stata la 7ª edizione del femminile facente parte della categoria WTA International per il WTA Tour 2017 e la 22ª edizione del maschile della categoria ATP Challenger Tour. L'evento si è tenuto al Nottingham Tennis Centre di Nottingham in Gran Bretagna dal 12 al 18 giugno 2017.

## Partecipanti WTA

### Teste di serie
| Paese       | Giocatrice           | Ranking* | Testa di serie |
| ----------- | -------------------- | -------- | -------------- |
| Regno Unito | Johanna Konta        | 8        | 1              |
| Lettonia    | Anastasija Sevastova | 19       | 2              |
| Stati Uniti | Lauren Davis         | 26       | 3              |
| Stati Uniti | Alison Riske         | 37       | 4              |
| Rep. Ceca   | Lucie Šafářová       | 39       | 5              |
| Stati Uniti | Shelby Rogers        | 49       | 6              |
| Germania    | Mona Barthel         | 50       | 7              |
| Giappone    | Naomi Ōsaka          | 55       | 8              |

* Ranking al 29 maggio 2017.

### Altre partecipanti
Le seguenti giocatrici hanno ricevuto una wildcard per il tabellone principale:
- Tara Moore
- Laura Robson
- Heather Watson

Le seguente giocatrice è entrata in tabellone col ranking protetto:
- Magdaléna Rybáriková

Le seguenti giocatrici sono passate tramite le qualificazioni:

- Kristie Ahn
- Jana Fett
- Elizaveta Kulichkova
- Tereza Martincová
- Grace Min
- Dayana Yastremska

## Partecipanti ATP Challenger

### Teste di serie
| Paese       | Giocatore       | Classifica* | Testa di serie |
| ----------- | --------------- | ----------- | -------------- |
| Regno Unito | Dan Evans       | 55          | 1              |
| Romania     | Marius Copil    | 94          | 2              |
| Israele     | Dudi Sela       | 100         | 3              |
| Italia      | Thomas Fabbiano | 103         | 4              |
| Giappone    | Gō Soeda        | 111         | 5              |
| Barbados    | Darian King     | 116         | 6              |
| Italia      | Luca Vanni      | 121         | 7              |
| Ucraina     | Illja Marčenko  | 122         | 8              |

* Ranking del 29 maggio 2017.

### Altri partecipanti
I seguenti giocatori hanno ricevuto una wildcard per il tabellone principale:
- Liam Broady
- Jay Clarke
- Brydan Klein
- Cameron Norrie

Il seguente giocatore è entrato in tabellone grazie al ranking protetto:
- Yuki Bhambri

I seguenti giocatori sono passati tramite le qualificazioni:

- Ričardas Berankis
- Lloyd Glasspool
- Samuel Groth
- John-Patrick Smith
- Alex de Minaur (lucky loser)

## Vincitori

### Singolare femminile
Donna Vekić ha sconfitto in finale  Johanna Konta con il punteggio di 2–6, 7–6(3), 7–5.
- È il secondo titolo in carriera per Vekić, secondo della stagione.

### Singolare maschile
- Dudi Sela ha sconfitto in finale  Thomas Fabbiano con il punteggio di 4–6, 6–4, 6–3.

### Doppio femminile
Monique Adamczak /  Storm Sanders hanno sconfitto in finale   Jocelyn Rae /  Laura Robson con il punteggio di 6–4, 4–6, [10–4].

### Doppio maschile
- Ken Skupski /  Neal Skupski hanno sconfitto in finale  Matt Reid /  John-Patrick Smith con il punteggio di  7–6(1), 2–6, [10–7].